# Cophomantinae
Cophomantinae is een onderfamilie van kikkers uit de familie boomkikkers (Hylidae).
De groep werd voor het eerst wetenschappelijk beschreven door C. K. Hoffmann in 1878. Oorspronkelijk werd de wetenschappelijke naam Cophomantina gebruikt. Er zijn zes geslachten en 181 soorten, die voorkomen in delen van Zuid-Amerika.

## Geslachten
Onderfamilie Cophomantinae
- Aplastodiscus
- Bokermannohyla
- Colomascirtus
- Hyloscirtus
- Hypsiboas
- Myersiohyla

Acridinae · 
Cophomantinae · 
Dendropsophinae · 
Hylinae · 
Lophyohylinae · 
Pseudinae · 
Scinaxinae